# Pterophthirus imitans
Pterophthirus imitans är en insektsart som beskrevs av Werneck 1942. Pterophthirus imitans ingår i släktet Pterophthirus och familjen gnagarlöss. Inga underarter finns listade i Catalogue of Life.